# Rafał Zbieć
Rafał Zbieć (ur. 15 lipca 1973 w Siedlcach) – polski aktor kabaretowy, jeden z członków warszawskiego Kabaretu Moralnego Niepokoju. Absolwent polonistyki na Uniwersytecie Warszawskim.

## Życiorys
Pracował w agencji reklamowej, a także jako dziennikarz w "Życiu", "Gazecie Wyborczej" (jako dziennikarz stołeczny).

## Filmografia
- 1999 – Badziewiakowie jako dziennikarz
- 2010 – kampania społeczna fundacji Viva "Zostań vege na 30 dni"
- 2012 – Zambezia (dubbing jako marabut)
- 2013 – kampania społeczna fundacji Viva "Paka dla bezdomniaka"
- 2017, 2018 – Ucho Prezesa jako kosmonauta i Napoleon / pierwowzór Mieszka I
- 2021 – Piękni i bezrobotni jako asystent producenta